# Bernart Oth
Bernart Oth, anche scritto Bernat Oth o Bernat d'Oth (fl. 1293-1353), è stato notaio alla corte del giudice di Tolosa e uno dei sette trovatori in lingua occitana, fondatori dei Jeux floraux, indetti annualmente dal Consistori del Gay Saber di Tolosa.